# Leithaprodersdorf
Leithaprodersdorf (kroatisch Lajtaprodrštof, ungarisch Lajtapordány) ist eine Gemeinde mit 1258 Einwohnern (Stand 1. Jänner 2025) im Burgenland im Bezirk Eisenstadt-Umgebung in Österreich. Die Gemeinde liegt an der niederösterreichischen Landesgrenze, wo der Schwesterort Deutsch Brodersdorf anschließt (siehe Bild Lage des Badhauses).

## Geografie
Die Gemeinde liegt im nördlichen Burgenland an der Grenze zu Niederösterreich nahe der Landeshauptstadt Eisenstadt.

### Gemeindegliederung
Leithaprodersdorf ist einzige Katastralgemeinde sowie einzige Ortschaft (Dorf) in der Gemeinde.

### Nachbargemeinden
| Weigelsdorf                                                       | Seibersdorf (Gem., Bez. Baden, NÖ) Deutsch Brodersdorf (Gem. Seibersdorf, NÖ) |                                                 |
| Pottendorf (Gem., Bez. Baden, NÖ)                                 | Kompassrose, die auf Nachbargemeinden zeigt                                   | Au am Leithaberge (Gem., Bez. Bruck a.d.L., NÖ) |
| Wampersdorf (Gem. Pottendorf, NÖ) Wimpassing an der Leitha (Gem.) | Hornstein (Gem.)                                                              | Loretto (Gem.) Stotzing ∗ (Gem.)                |

∗ Der Ort Stotzing liegt hinter Loretto, das Gemeindegebiet grenzt aber an zwei Stellen an.

## Geschichte
Die älteste Besiedelung Leithaprodersdorf geht bis in die Steinzeit zurück, wie die archäologischen Grabungen auf der Fundstelle Kreuzäcker zwischen 2005 und 2015 erwiesen.
Vor Christi Geburt war das Gebiet Teil des keltischen Königreiches Noricum und gehörte zur Umgebung der keltischen Höhensiedlung Burg auf dem Schwarzenbacher Burgberg.
Später unter den Römern lag das heutige Leithaprodersdorf dann in der Provinz Pannonia. Ältere Funde belegen von Aktivitäten schon seinerzeit.
In römischer Zeit war das Gemeindegebiet von Leithaprodersdorf dicht besiedelt. Zwei große Gutshöfe und ein Wachturm (Burgus) sowie die zugehörigen Gräberfelder mit Grabsteinen sind durch Ausgrabungen seit dem vorigen Jahrhundert benannt. Die Namen Maguricius, Ussuro, Ucco, Cenomarus, Gnatila sowie Octo, Aurelia Valla und Aurelia Florentina belegen die keltisch-römische Mischbevölkerung des 1. bis 3. Jahrhunderts. Aus der Frühgeschichte stammt ein Bestattungsplatz der Awaren aus dem 8. Jahrhundert beim Annenkreuz.
Das bedeutendste, noch heute sichtbare Bodendenkmal am Ortsrand von Leithaprodersdorf ist das G’schlößl, eine mittelalterliche, aus drei konzentrisch umlaufenden Gräben und Wällen bestehende Wasserburg. Sie wurde im 13. Jahrhundert auf den Ruinen des römischen Wachturmes zur Sicherung des Leithaüberganges errichtet. Erstmals urkundlich erwähnt wurde die Burg 1232.

Um 1873: noch „Ungarisch Prodersdorf“ (links unten, Aufnahmeblatt der Landesaufnahme)
Das Gemeindegebiet im Süden 1873, die Gräben der Wasserburg sind noch mit Wasserführung erkennbar (links oben)

Bereits in den 1860er Jahren scheint in der Presse das Bade-Etablissement in Leitha-Prodersdorf auf. Noch Jahrzehnte nach 1900 war Bad Prodersdorf (bisweilen: Bad Brodersdorf) als Ortsbezeichnung bekannt. Sie nahm Bezug auf die als Heil- und Thermalbad ausgebauten, bis 26 Grad Celsius warmen Quellen an der heutigen Adresse Badgasse 49. Das Bad, für dessen mittelbares bahntechnisches Erreichen die Stationen Ebreichsdorf, Weigelsdorf und Unterwaltersdorf genannt wurden, war als Tagesausflugsziel populär, unter anderem bei Wiener Radfahrvereinen.
Der Ort gehörte wie das gesamte Burgenland bis 1920/21 zum Königreich Ungarn (Deutsch-Westungarn), wurde Ungarisch Prodersdorf genannt, und war wichtiger Grenzübergang zu Deutsch Brodersdorf im Erzherzogtum Österreich bzw. Kronland Österreich unter der Enns. Seit 1898 musste aufgrund der Magyarisierungspolitik der Regierung in Budapest der ungarische Ortsname Lajtapordány verwendet werden.
Nach Ende des Ersten Weltkriegs wurde nach zähen Verhandlungen Deutsch-Westungarn in den Verträgen von St. Germain und Trianon 1919 Österreich zugesprochen. Der Ort gehört seit 1921 zum neu gegründeten Bundesland Burgenland (siehe auch Geschichte des Burgenlandes).
1982 feierte die Gemeinde 750 Jahre ihres Bestehens, verbunden mit der Erhebung zum Markt.
Mit 1. Jänner 1990 wurden die bis dahin zur Marktgemeinde Leithaprodersdorf gehörenden Katastralgemeinden bzw. Ortschaften Loretto sowie Stotzing abgetrennt, und Leithaprodersdorf wurde als neue Gemeinde geschaffen.
Heute sind Leithaprodersdorf und Deutsch Brodersdorf vollständig zu einer Siedlungseinheit verwachsen.
Forschungen haben ergeben, das Leithaprodersdorf als der älteste benannte Ort des Burgenlandes bezeichnet werden kann. Der Name stammt von Lithaha mit der Präposition super Sconibrunno, auf Deutsch oberhalb des schönen Brunnens aus dem Jahr 833.

Lage des Badhauses Bad Prodersdorf/Brodersdorf (1872)

## Kultur und Sehenswürdigkeiten

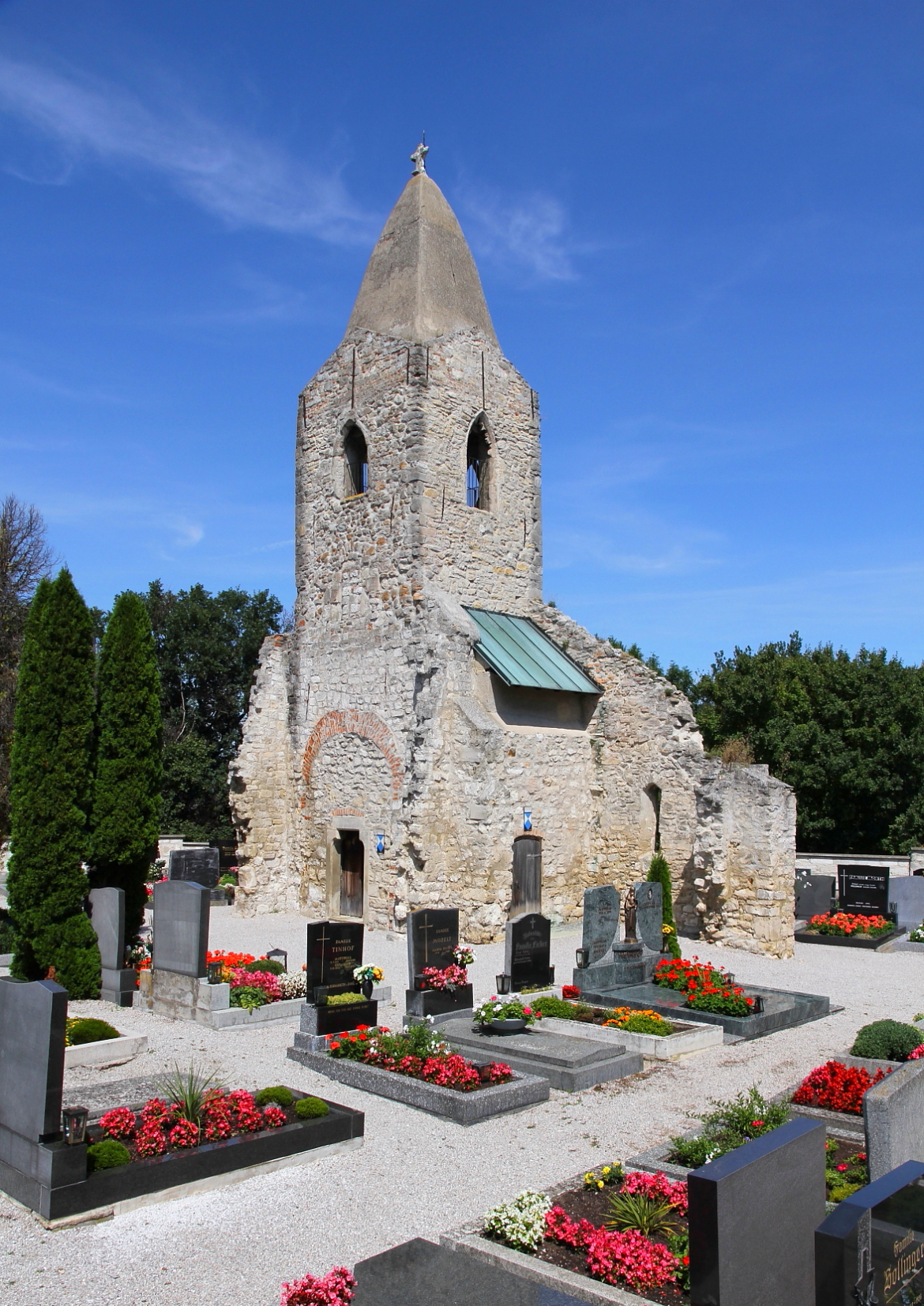
Wahrzeichen der Gemeinde: die denkmalgeschützte Bergkirche
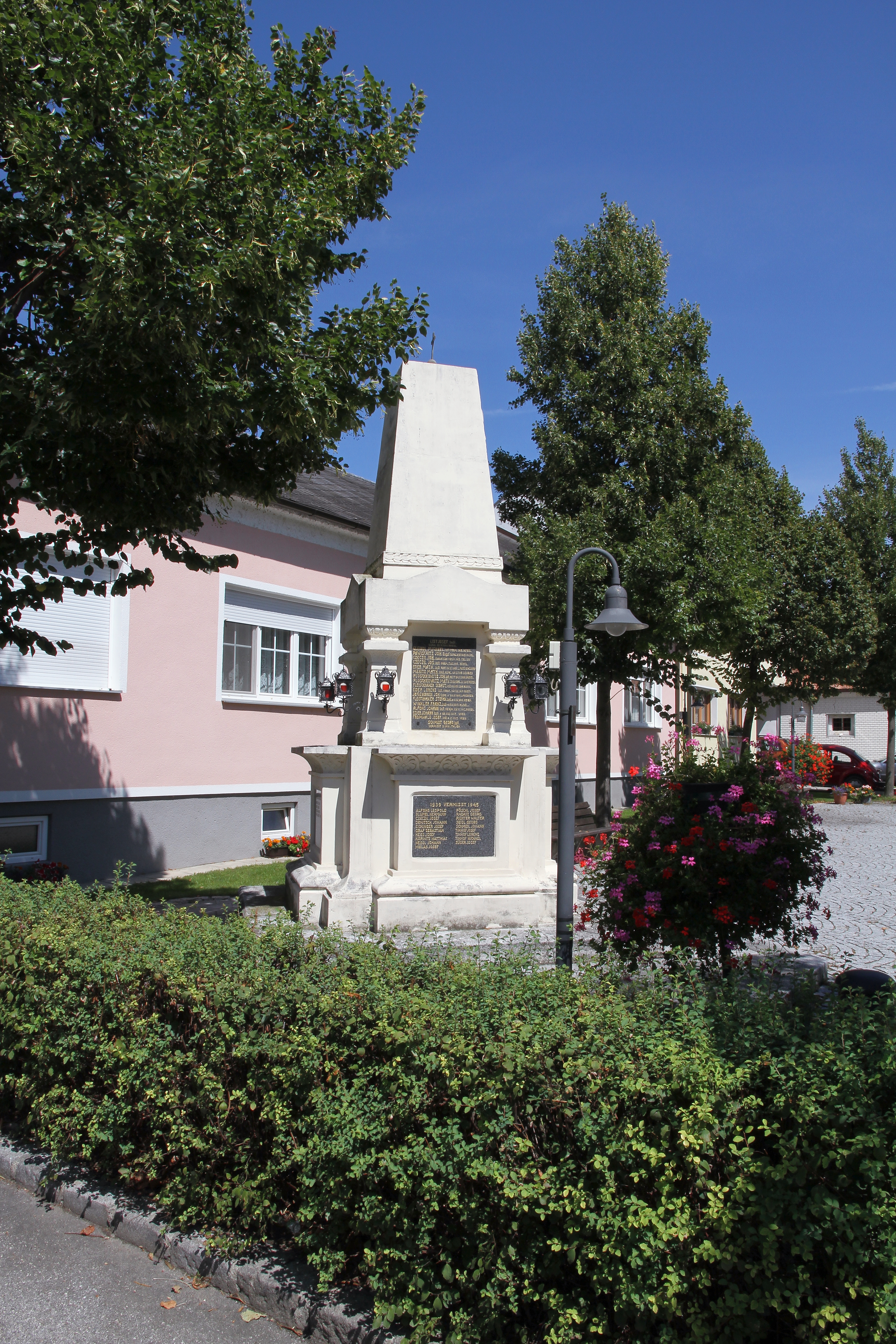
Kriegerdenkmal in Leithaprodersdorf
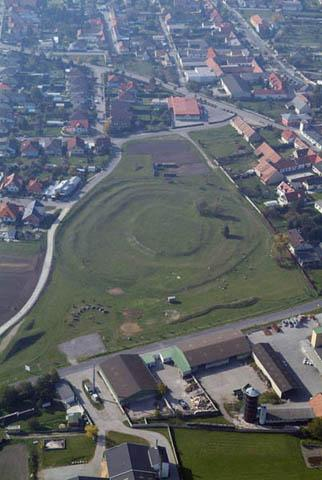
Das „Gschlössl“ – Wall-Graben-System der ehemaligen Wehranlage

- Katholische Pfarrkirche Leithaprodersdorf: Die Kirche ist ein Neubau aus dem Jahr 1680 an der Stelle einer ehemaligen Kapelle. Im Zuge der Türkenkriege 1683 wurde die Kirche gebrandschatzt und 1696 erneuert.
- Östlich des Ortes befinden sich die Reste einer mittelalterlichen Wehranlage mit ihrem noch heute sichtbaren Wall-Graben-System. Das Gschlößl ist eine aus drei konzentrisch umlaufenden Gräben und Wällen bestehende Wasserburg.
- Die ehemalige mittelalterliche Pfarrkirche zum Heiligen Stephan Martyr wurde südwestlich des Ortes am „Berg“ errichtet und wird heute Bergkirche oder auch Pfefferbüchsel genannt; im Mittelalter diente sie als Zufluchtsort. 1683 wurde sie jedoch zerstört, 1907 restauriert und zu einer Kapelle umgebaut. Im Jahr 1972 fand eine Außenrenovierung statt. In der Turmkapelle wurden 1975 gotische Freskenreste festgestellt.
- Im Leithagebirge, in einiger Entfernung vom Ort (südwestlich der zu Loretto gehörenden Esterházyschen Waldrandsiedlung) liegt die nach 1683 im Andenken an die Türken- und Kuruzzenkriege errichtete Dreifaltigkeitskapelle, die unter Denkmalschutz steht.

## Politik

### Gemeinderat
Der Gemeinderat umfasst aufgrund der Wahlberechtigten insgesamt 19 Mitglieder.
| Partei          | 2022             | 2022             | 2022             | 2017    | 2017    | 2017    | 2012    | 2012    | 2012    | 2007             | 2007             | 2007             | 2002             | 2002             | 2002             | 1997             | 1997             | 1997             |
| Partei          | Sti.             | %                | M.               | Sti.    | %       | M.      | Sti.    | %       | M.      | Sti.             | %                | M.               | Sti.             | %                | M.               | Sti.             | %                | M.               |
| --------------- | ---------------- | ---------------- | ---------------- | ------- | ------- | ------- | ------- | ------- | ------- | ---------------- | ---------------- | ---------------- | ---------------- | ---------------- | ---------------- | ---------------- | ---------------- | ---------------- |
| ÖVP             | 710              | 84,22            | 16               | 638     | 76,77   | 15      | 604     | 71,65   | 14      | 578              | 73,07            | 11               | 556              | 71,01            | 11               | 531              | 81,44            | 13               |
| SPÖ             | 133              | 15,78            | 3                | 121     | 14,56   | 3       | 176     | 20,88   | 4       | 213              | 26,93            | 4                | 227              | 28,99            | 4                | 121              | 18,56            | 2                |
| LPL A1          | nicht kandidiert | nicht kandidiert | nicht kandidiert | 72      | 8,66    | 1       | 63      | 7,47    | 1       | nicht kandidiert | nicht kandidiert | nicht kandidiert | nicht kandidiert | nicht kandidiert | nicht kandidiert | nicht kandidiert | nicht kandidiert | nicht kandidiert |
| Wahlberechtigte | 1087             | 1087             | 1087             | 1021    | 1021    | 1021    | 1005    | 1005    | 1005    | 950              | 950              | 950              | 911              | 911              | 911              | 839              | 839              | 839              |
| Wahlbeteiligung | 80,77 %          | 80,77 %          | 80,77 %          | 86,09 % | 86,09 % | 86,09 % | 87,66 % | 87,66 % | 87,66 % | 89,47 %          | 89,47 %          | 89,47 %          | 91,44 %          | 91,44 %          | 91,44 %          | 86,65 %          | 86,65 %          | 86,65 %          |

### Gemeindevorstand
Neben Bürgermeister Martin Radatz (ÖVP) und Vizebürgermeister Horst Blümel (ÖVP) gehören weiters die geschäftsführenden Gemeinderäte Josef Eder (ÖVP), Georg Menitz (ÖVP) und Birgit Ulrichshofer (ÖVP) dem Gemeindevorstand an.

### Bürgermeister
Bürgermeister ist Martin Radatz (ÖVP), der 2007 die Nachfolge von Matthias Heinschink (ÖVP) antrat. Bei der Bürgermeisterdirektwahl 2017 wurde Radatz mit 73,13 % in seinem Amt bestätigt. Seine beiden Mitbewerber Karl Matthias Posch (SPÖ) und Josef Paul Trapichler (Liste Paul) kamen über 15,93 % bzw. 10,94 % nicht hinaus.
Bei der Wahl 2022 erhielt Martin Radatz als einziger Kandidat 77,70 Prozent der abgegebenen Stimmen und blieb damit Bürgermeister von Leithaprodersdorf.

## Persönlichkeiten
- Gabriele Arenberger (* 1960), Politikerin
- Hans Lauda (1896–1974), Industrieller; begraben in Leithaprodersdorf